# 西溪河大桥
西溪河大桥是贵州省毕节市黔西县与大方县边界上的一座长493.6（1,619英尺）的拱桥，是成贵高铁全线“四桥十三隧”重难点工程之一，也是高铁建设中首座钢管混凝土转体拱桥。